# Zoltan Dienes
Zoltán Pál Dienes, auch Zoltan Paul Dienes, (* 21. Juni 1916 in Budapest; † 11. Januar 2014 in Nova Scotia) war ein ungarischer, in Kanada lebender Mathematikdidaktiker.

## Leben
Dienes war der Sohn des Mathematikers Paul Dienes und wuchs in Ungarn, Österreich, Italien und Frankreich auf und ging mit 15 Jahren nach England. 1939 wurde er an der Universität London promoviert. Er studierte zusätzlich Psychologie und wandte sich der Mathematikdidaktik für Kinder zu. Dienes war weltweit aktiv, von der Entwicklung von Mathematik-Curricula in Grundschulen bis zu direktem Unterricht zum Beispiel im Hochland von Neuguinea.
Er gründete die International Study Group for Mathematics Learning und die Zeitschrift Journal of Structural Learning und war zehn Jahre lang Direktor des Centre de Recherches en Psychomathématiques an der Université de Sherbrooke in Quebec.
Er befürwortete das Lernen von Mathematik an Grundschulen mit Spielen, Liedern und Tanz, sodass die Kinder häufig nicht einmal merkten, dass sie mathematische Konzepte lernten. Dazu erfand er eine Block-Methode des Lernens (Dienes Multibase Arithmetic Blocks).
Von ihm stammen zahlreiche Bücher, einschließlich einer Autobiographie und eines Gedichtbands.
1952 wurde er Quäker und übertrug die Evangelien, Apostelberichte und Teile des Römerbriefs in Gedichtform. Er sprach neben Ungarisch fließend Englisch, Deutsch, Französisch und Italienisch. 1938 heiratete er Tessa Cooke (gest. 2006), mit der er fünf Kinder hatte.
Er war Ehrendoktor der Universitäten Caen, Siena, Pécs, der Mount Allison University und der Exeter University. 2003 wurde er Mitglied der Canadian Mathematics Education Study Group.

## Bücher
- Concept formation and personality, London : Leicester Univ. Press, 1965
- Thinking in structures, London : Hutchinson Educational, 1965
- An experimental study of mathematics learning, London : Hutchinson, 1964
- Die sechs Stufen im mathematischen Lernprozess, Herder, 2. Auflage 1975
- Methodik der modernen Mathematik: Grundlagen für Lernen in Zyklen, Herder, 3. Auflage 1975
- Moderne Mathematik in der Grundschule, Herder, 1965,  6. Auflage 1974
- Strukturen in Bewegung und Rhythmus, Herder 1974
- Der Weg zu den Elementen der Mathematik, Herder 1973
- Mathematisches Denken und logische Spiele, Herder, 8. Auflage 1973
- Struktur und Transfer, Herder 1972
- Bruchrechnen, Herder, 1968, 2. Auflage 1971
- Die Arithmetik der natürlichen Zahlen, Herder, 3. Auflage 1971
- Der Aufbau der Mathematik, Herder, 4. Auflage 1970
- Denken in Strukturen, Herder, 2. Auflage 1970
- Relationen, Herder 1970
- Schulmathematik als Bildungsfach, Herder 1970
- Methodik der Modernen Mathematik, Herder 1970
- Die Algebra der natürlichen Zahlen, Herder 1967
- mit E. W. Golding: Mathematik-Unterricht, Band 1 (Mathematisches Denken und Logische Spiele), Herder, 5. Auflage 1970, Band 2 (Menge, Zahl, Potenz), Herder, 3. Auflage 1970, Band 3 (Die Entdeckung des Raumes und Praktische Meßübungen), Herder, 3. Auflage 1971
- Lebendige Mathematik, 4 Bände, Herder 1973/74 (Band 1 Logik und Mengen, Band 2 Relationen und Funktionen, Band 3 Zahlen und Operatoren, Band 4 Erforschung räumlicher Strukturen)
- Geometrie, Herder 1972
- Zoo: Denkspielbücher für Vorschule und Schulanfang, 5 Bände, Herder 1972
- mit E. W. Golding: Abbildungsgeometrie, Herder 1969, 1970 (Band 1 Topologie und Schattengeometrie, Band 2 Euklidische Geometrie, Band 3 Gruppen und Koordinaten)
- Memoirs of a Maverick Mathematician, Minerva Press 1999
- mit Michael Holt: Let's play Math, New York: Walker 1973
- I Will Tell You Algebra Stories You've Never Heard Before, Upfront Publ. 2003
- A Concrete Approach to the Architecture of Mathematics, University of Auckland, 2009
- Calls from the Past, Upfront Publ. 2003  (Gedichte)